# 網易雲音楽
網易雲音楽（ネットイース・クラウド・ミュージック、中国語: 网易云音乐、ワンイーユィンインユエ、英語：NetEase Cloud Music）は、網易が所有する中華人民共和国の音楽プラットフォームである。2017年時点でプラットフォームユーザー数は3億人を超えている。また、ユーザーが作成したプレイリスト（楽曲リスト）は4億曲、ユーザーのコメントは4億件を超えた。

## 歴史
2013年4月23日に正式にリリースされた。
2017年2月27日、エイベックス(avex)と独占的音楽著作権を取得、また、戦略的パートナーシップを締結し中国での日本音楽の流通とライセンス供与を共同で推進すると発表した。
2018年2月9日、テンセント・ミュージックと共に著作権相互付与協力に達し、同年4月5日に協力を停止した。同年3月6日、アリババグループのAliMusicと共に著作権相互付与協力に達した。
2018年8月、小米音楽と共に著作権サブライセンス協力に達した。
2019年6月11日、2019フォーブス中国の最も革新的な企業リスト（中国語: 2019福布斯中国最具创新力企业榜）に選ばれた。
2019年9月6日、アリババは主要投資家として、本プラットフォームの7億米ドルの資金調達を主導した。
2021年12月2日、香港証券取引所に上場した（HKEX：9899）。

## 特徴
権利者との契約に基づき、中国本土以外からは再生できないようになっている。ただし、一部の楽曲は日本からでも再生できる。
主な有名歌手の楽曲の一部の再生については、有料会員サービスであるVIPメンバーへの加入が必要となっている。

### 使用方法
Microsoft WindowsおよびmacOSでは、ウェブブラウザでは一部の機能が制限されており、完全な利用にはアプリのインストールが必要になる。
iOS版およびiPadOS版はApp Storeからのアプリの入手がApple Accountの国または地域名が中国本土に設定されている場合のみに限定されている。
Android版は、ホームページからダウンロードできる。但し、スマートフォンからアクセスする必要がある。